# Texas-Lindheimerie
Die Texas-Lindheimerie (Lindheimera texana), auch Texasstern genannt, ist die einzige Art der Pflanzengattung Lindheimera innerhalb der Familie der Korbblütler (Asteraceae).

## Beschreibung

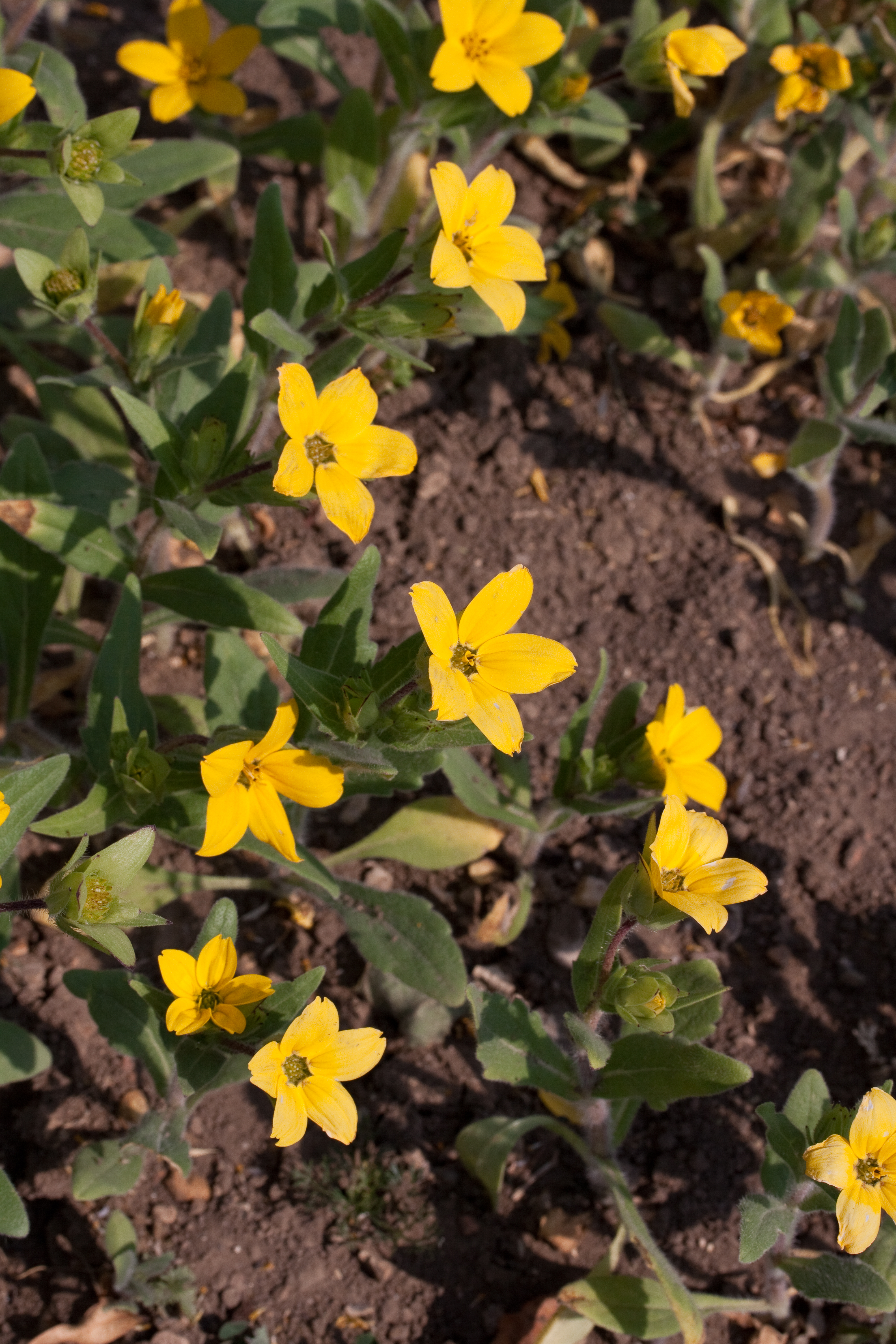
Habitus, Laubblätter und Blütenkörbe

### Vegetative Merkmale
Die Texas-Lindheimerie ist eine einjährige krautige Pflanze, die Wuchshöhen von 30 bis 60 Zentimetern erreicht. Die Laubblätter sind alle gegenständig oder die mittleren sind wechselständig. Die Blattspreiten sind länglich-lanzettlich bis eiförmig-lanzettlich, bei den unteren Laubblättern verschmälern sich am Grund stielartig, bei den oberen sitzen halbstängelumfassend, sind ganzrandig oder grob gezähnt und rau.

### Generative Merkmale
Die Blütezeit reicht von Juli bis September, zum Teil beginnt sie bereits im Juni. Die Blütenkörbe weisen einen Durchmesser von ungefähr 3 Zentimetern auf. Von den in zwei Reihen stehenden Hüllblättern sind die fünf äußeren linealisch-lanzettlich und rau behaart, die inneren eiförmig, spitz und kahl. Es sind fünf Strahlenblüten vorhanden. Die Strahlenblüten sind orange-gelb und breit-eiförmig.
Die Achänen sind abgeflacht, geflügelt, kurz behaart und haben zwei kurze, hornartige Fortsätze.

## Vorkommen
Die Texas-Lindheimerie kommt in Texas, Oklahoma und im nordöstlichen Mexiko im Bundesstaat Coahuila vor. Sie gedeiht in Prärien auf basischen Böden.

## Systematik
Die Erstbeschreibung von Lindheimera texana erfolgte 1846 durch Asa Gray und George Engelmann in Proceedings of the American Academy of Arts and Sciences, Volume 1, Seite 47. Dabei wurde die Gattung Lindheimera A.Gray & Engelm. aufgestellt. Der Gattungsname Lindheimera ehrt den deutsch-amerikanischen Botaniker Ferdinand Jacob Lindheimer (1801–1879).
Lindheimera texana A.Gray & Engelm. ist die einzige Art der Gattung Lindheimera A.Gray & Engelm.
Die Gattung Lindheimera gehört zur Subtribus Engelmanniinae der Tribus Heliantheae innerhalb der Unterfamilie Asteroideae innerhalb der Familie Asteraceae.

## Nutzung
Die Texas-Lindheimerie wird selten als Zierpflanze für Sommerblumenbeete und Einfassungen genutzt.